# Synagoga w Janowie

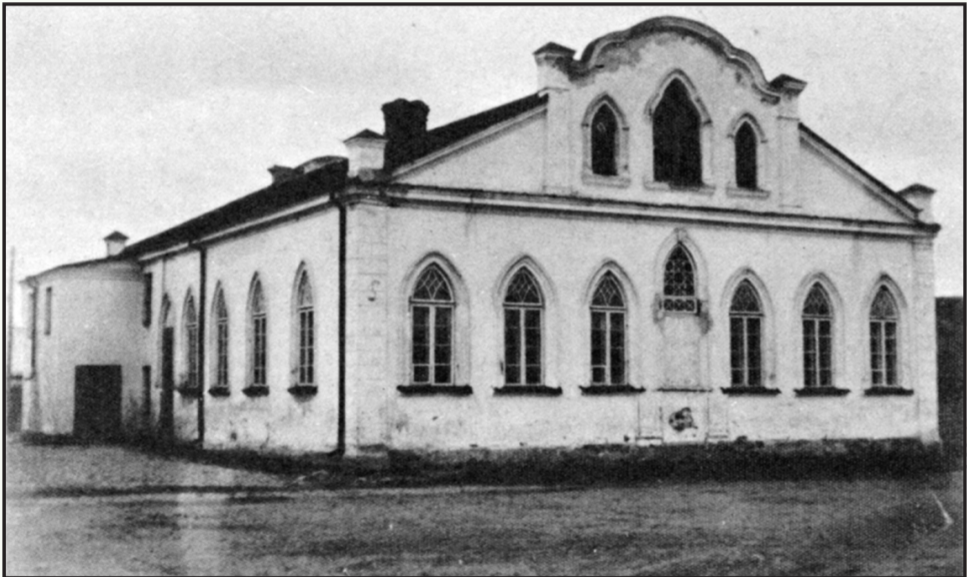
widok archiwalny z 1880

Synagoga w Janowie (lit. Jonavos sinagoga) – żydowska bóżnica znajdująca się w Janowie przy ul. Wileńskiej (Vilniaus/Sodų).
Synagoga jest dwukondygnacyjnym murowanym budynkiem zakończonym trójkątnym szczytem. Po drugiej wojnie światowej budynek synagogi funkcjonował jako piekarnia, a potem został nabyty przez podmiot prywatny.